# 阮孝緒
阮孝緒（479年—536年），字士宗，南朝蕭梁陳留尉氏（河南尉氏）人。目錄學家。
生於齊高帝建元元年（479年）。其父阮彥之，官拜宋太尉從事中郎，孝緒七歲時過繼給堂伯父阮胤之。事親至孝，嘗於鍾山聽講。安貧樂道，謝絕了祖母吳氏的百萬資財。又曾斟酌劉歆、王儉之義例，著有《七錄》，記錄圖書6288種、44526卷。卒於梁武帝大同二年（536年）。有外甥謝藺

## 延伸阅读
[在维基数据编辑]
 在维基文库阅读此作者作品
 《梁書·卷51》，出自姚思廉《梁書》